# Манчестерские компьютеры
Манчестерские компьютеры — серия инновационных электронных компьютеров с хранимой в памяти программой, которая разрабатывалась в течение 30-летнего периода с 1947 по 1977 годы небольшой командой инженеров и учёных Манчестерского университета под руководством Тома Килберна. В серию входят первый в мире компьютер с хранимой в памяти программой, первый транзисторный компьютер, а также самый быстрый компьютер в мире на момент его запуска в 1962 году.
Проект имел две цели: доказать практическую применимость трубок Вильямса — ранней формы оперативного запоминающего устройства, основанного на стандартных электронно-лучевых трубках, и провести исследования того, как компьютеры могут помочь в решении математических задач. Первый компьютер из серии — Манчестерская малая экспериментальная машина (SSEM) — выполнил свою первую программу 21 июня 1948 года. SSEM, будучи самым первым в мире компьютером с хранимой в памяти программой, как и Манчестерский компьютер Марк I, созданный на его основе, быстро привлёк внимание британского правительства, которое наняло компанию Ferranti для создания коммерческих копий этих компьютеров. В результате компьютер Ferranti Mark 1 стал первым в мире коммерческим компьютером, предназначенным для решения задач общего назначения.
Сотрудничество с компанией Ferranti привело в итоге к партнёрству с компьютерной компанией ICL, которая применила на практике множество идей, разработанных в Университете, в частности, в серии компьютеров «Серия 2900», продававшихся в 1970-х годах.

## Манчестерская малая экспериментальная машина (SSEM)
Манчестерская малая экспериментальная машина (англ. Manchester Small-Scale Experimental Machine, сокр. SSEM), которую шутливо называли «Малыш» (Baby), создавалась скорее как стенд для испытания трубок Вильямса — ранней формы оперативной памяти, чем как реальный компьютер для практического применения. Работа над машиной началась в 1947 году, а 21 июня 1948 года компьютер успешно выполнил свою первую программу, состоявшую из 17 команд и вычислявшую делитель числа 218 (262 144) путём перебора всех целых чисел от (218 — 1) до 0. Программа проработала 52 минуты и выдала правильный результат — 131 072.
Габариты SSEM составляли 5,20 м в длину и 2,24 м в высоту, масса — 1 тонну. В машине использовалось 550 ламп — 300 диодов и 250 пентодов, а потребляемая мощность составляла 3,5 киловатта. Успех работы над компьютером был отражён в письме, направленном в журнал Nature, которое было опубликовано в сентябре 1948 года. Очень быстро макетная машина была переделана в более практичную модель — Манчестерский Марк I.

## Манчестерский Марк I
Работа над Манчестерским компьютером Марк I началась в августе 1948 года с целью обеспечить Университет полноценным вычислительным прибором. В октябре 1948 года прототип был продемонстрирован Главному научному советнику (Chief Scientist) Правительства Великобритании Бену Локспайзеру, который был так впечатлён, что немедленно инициировал правительственный контракт с местной компанией Ferranti на постройку коммерческой версии этого компьютера, которая получила название Ferranti Mark 1.
Было создано две версии Марк I: первая, которая называлась «Промежуточная версия» (Intermediary Version), вступила в строй в апреле 1949 года. «Окончательня версия» (Final Specification) заработала в октябре 1949 года. В ней использовалось 4050 ламп, а потребляемая мощность составляла 25 киловатт. Пожалуй, главным новшеством в Марк I было использование индексных регистров, которые сейчас используются во всех современных компьютерах.

## Meg и Mercury
На основе опыта, полученного при создании Марк I, команда разработчиков пришла к заключению, что компьютеры будут больше использоваться для научных целей, чем для чисто математических вычислений. Как следствие, они приступили к разработке новой машины, в которой планировался блок операций с вещественными числами. Работа над машиной, получившей название Meg (от слова «мегацикл»), началась в 1951 году и была закончена в мае 1954 года. Машина была меньше и проще, чем Марк 1, а также работала быстрее. Компания Ferranti на основе этой модели создала коммерческий компьютер Ferranti Mercury, в котором трубки Вильямса были заменены на более надёжную память на магнитных сердечниках.

## Первые транзисторные компьютеры
Работы по созданию ещё более компактного и дешёвого компьютера начались в 1952 и велись параллельно с работами над компьютером Meg. Двое инженеров из команды Килбурна — Ричард Гримздейл и Дуглас Уэбб (D.C. Webb) — получили задание разработать и создать машину, используя вместо вакуумных ламп только что появившиеся транзисторы. Поначалу в машине использовались германиевые точечные транзисторы, которые в то время были менее надёжными, чем электронные лампы, но потребляли намного меньше мощности.
Было создано две версии транзисторного компьютера. Первая, заработавшая в ноябре 1953 года, является самым первым в мире транзисторным компьютером. Вторая версия была закончена в апреле 1955 года. Эта версия использовала 200 транзисторов и 1300 полупроводниковых диодов и потребляла 150 Вт электроэнергии. Однако в машине всё же использовались электронные лампы для генератора тактовой частоты 125 кГц, а также в цепях чтения и записи данных на магнитный барабан, так что это не был полностью транзисторный компьютер, это звание принадлежит компьютеру Harwell CADET, созданному в 1955 году.
Проблемы с надёжностью первых партий транзисторов привели к тому, что среднее время работы машины до отказа составляло около 90 минут. Этот недостаток удалось устранить с появлением плоскостных транзисторов. Конструкция транзисторного компьютера была использована местной компанией Metropolitan-Vickers в компьютерах Metrovick 950. В этих компьютерах во всех цепях использовались уже плоскостные транзисторы. Было построено шесть компьютеров Metrovick 950, первый — в 1956 году. Они успешно работали в различных отделах компании в течение пяти лет.

## Muse и Atlas
Работа над компьютером MUSE (от слова «микросекунда») началась в 1956 году. Целью было создать компьютер, который бы работал со скоростью выполнения 1 операции за 1 микросекунду, то есть 1 миллион инструкций в секунду. «Мю» (символ µ) — это префикс в стандартной системе СИ, обозначающий величину 10−6 (одна миллионная).
В конце 1958 года к проекту подключилась компания Ferranti, и компьютер вскоре был переименован в «Atlas». Atlas официально был введён в строй 7 декабря 1962 года и являлся на тот момент самым быстрым компьютером в мире, по мощности соответствуя четырём компьютерам IBM 7094. Ходила даже такая шутка, что всякий раз, когда Atlas выключали, Великобритания теряла половину вычислительных мощностей страны. Самая короткая инструкция выполнялась компьютером за 1,59 микросекунды, в машине использовались технологии виртуальной памяти и подкачки страниц, благодаря чему каждому из пользователей, работавших с компьютером, был доступен объём памяти в 1 миллион машинных слов. В Atlas’е впервые были использованы многие аппаратные и программные решения, например программа Atlas Supervisor, которая «считается многими самой первой операционной системой в истории».
Позднее были построены две производные машины: одна для консорциума компании British Petroleum и Лондонского университета, а вторая — для лаборатории Компьютерной лаборатория Atlas в г. Чилтон близ Оксфорда. Компания Ferranti также построила коммерческую версию компьютера Atlas для Кембриджского университета под названием Titan (или Atlas 2), где использовалась другая организация памяти, а сама машина работала под управлением операционной системы с разделением времени, разработанной в лаборатории Cambridge Computer Laboratory.
Сам же Манчестерский Atlas завершил свою работу в 1971, но его продолжали использовать время от времени до 1974 года. Некоторые детали компьютера Atlas, созданного для г. Чилтон, сейчас представлены в Национальном музее Шотландии в г. Эдинбург.

## MU5
Работа над компьютером MU5 началась в 1966 году. Машина должна была работать в 20 раз быстрее, чем компьютер Atlas, и исполнять откомпилированные программы, а не машинный код, набранный вручную. Главный вклад в высокую производительность MU5 внесло использование ассоциативной памяти.
В 1968 году Британское правительственное агентство Совет по научным исследованиям предоставил Манчестерскому университету грант на пять лет в размере 630 466 фунтов стерлингов (9,5 миллионов фунтов по курсу 2014 года) на разработку компьютера MU5, а компания ICL предоставила Университету свои производственные площади. Разработка велась с 1969 по 1971 год. За это время начальная команда инженеров разрослась с 6 до 16 человек, плюс к ним добавились 25 студентов-аспирантов и 19 инженеров компании ICL.
MU5 окончательно вступил в строй в октябре 1974 года, что по времени совпало с объявлением компанией ICL о начале работы над новой линейкой компьютеров «Серия 2900». В частности, первый компьютер серии — ICL 2980, представленный на рынке в июне 1975 года, — позаимствовал множество идей у MU5, который проработал в Университете до 1982 года.

## MU6
Компьютер MU5 был последней крупной машиной, которая строилась силами Манчестерского университета. Разработка его следующей версии — MU6 — финансировалась из гранта в размере 219 300 фунтов стерлингов (968 000 фунтов по курсу 2014 года), предоставленного Советом по научным исследованиям в 1979 году. Предполагалось, что компьютер MU6 будет представлять собой целую серию машин от самого мощного варианта MU6-V, вплоть до персональной ЭВМ MU6-P. Были построены только персональная машина MU6-P и машина среднего класса MU6-G. Они проработали с 1982 по 1987 год. У Университета не нашлось ресурсов построить остальные машины серии своими силами, а коммерческого развития этот проект не получил.

## SpiNNaker
SpiNNaker (аббр. от Spiking Neural Network Architecture) — компьютерная архитектура, предназначенная для моделирования работы человеческого мозга. Разработана в Advanced Processor Technologies Research Group (APT) Университета Манчестера под руководством профессора С.Б.Фарбера. Основана на массово-параллельной архитектуре нейронного типа с использованием до 1 миллиона процессоров архитектуры ARM.

## Список машин
| Год  | Прототип                                                                                             | Год  | Коммерческая версия   |
| ---- | --- | ---- | --------------------- |
| 1948 | Манчестерская малая экспериментальная машина, aka «Baby», затем перестроенная в Манчестерский Марк I | 1951 | Ferranti Mark 1       |
| 1953 | Транзисторный компьютер                                                                              | 1956 | Metrovick 950         |
| 1954 | Manchester Mark II a.k.a. «Meg»                                                                      | 1957 | Ferranti Mercury      |
| 1959 | Muse                                                                                                 | 1962 | Ferranti Atlas, Titan |
| 1974 | MU5                                                                                                  | 1974 | ICL 2900 Series       |